# Boissy-Mauvoisin
Pour les articles homonymes, voir Boissy et Mauvoisin.
Boissy-Mauvoisin est une commune française située dans le département des Yvelines en région Île-de-France.
Ses habitants sont appelés les Boisséens.

## Géographie

Localisation de Boissy-Mauvoisin dans les Yvelines.

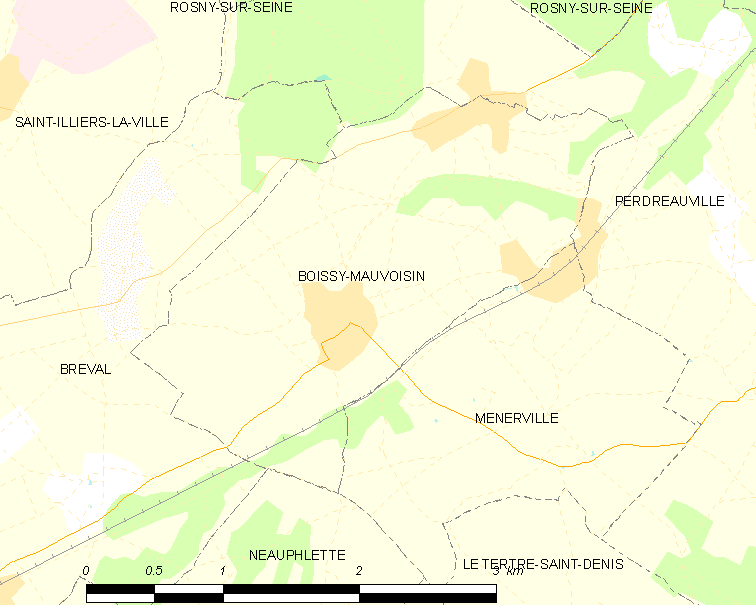
Carte de la commune.

### Situation
La commune de Boissy-Mauvoisin se trouve dans le nord-ouest du département des Yvelines, aux confins de l'Eure et de l'Eure-et-Loir, à environ treize kilomètres à l'ouest de Mantes-la-Jolie et à 54 kilomètres au nord-ouest de Versailles, chef-lieu du département.

### Communes limitrophes
Les communes limitrophes sont Perdreauville au nord et à l'est, Ménerville au sud-est, Longnes au sud, Neauphlette au sud-ouest et Bréval à l'ouest.

### Territoire
C'est une petite commune avec une superficie de 511 hectares, inférieure à la moyenne yvelinoise qui s'élève à 872 hectares.
Son territoire s'étend sur le plateau agricole du Mantois sur environ quatre kilomètres d'est en ouest et environ trois kilomètres du nord au sud. Le relief est celui d'un plateau en pente régulière variant de 120 à 160 mètres environ du nord-est vers le sud-ouest, entaillée par deux vallées orientées du sud-ouest - nord-est.

### Hydrographie
La commune de Boissy-Mauvoisin appartient au bassin versant de la Seine. Elle est irriguée par le ru de Bléry, petit ruisseau qui prend sa source près du hameau de Bléry et suit la limite nord-est de la commune avant de rejoindre la Seine par une vallée encaissée à Rosny-sur-Seine.

### Voies de communication et transports
Les communications sont assurées par deux routes départementales, la D 110 et la D 114. La première reliant Mantes-la-Ville à Bréval dessert le bourg de Boissy-Mauvoisin, la seconde qui relie Rosny-sur-Seine à Villiers-en-Désœuvre (Eure) passe par le hameau de la Belle Côte.
Sur le plan ferroviaire, la ligne à double voie électrifiée Paris-Cherbourg traverse le territoire communal dans sa partie sud, où se trouve l'entrée est du tunnel de Bréval. La gare la plus proche est celle de Ménerville, située à la limite nord-ouest de la commune, près du hameau de Bléry.
Le sentier de grande randonnée GR 26 (itinéraire Paris-Deauville) contourne la commune par le nord passant à proximité immédiate du hameau de la Belle Côte.

### Climat
Pour des articles plus généraux, voir Climat de l'Île-de-France et Climat des Yvelines.
En 2010, le climat de la commune est de type climat océanique dégradé des plaines du Centre et du Nord, selon une étude du CNRS s'appuyant sur une série de données couvrant la période 1971-2000. En 2020, Météo-France publie une typologie des climats de la France métropolitaine dans laquelle la commune est exposée à un climat océanique et est dans la région climatique Sud-ouest du bassin Parisien, caractérisée par une faible pluviométrie, notamment au printemps (120 à 150 mm) et un hiver froid (3,5 °C).
Pour la période 1971-2000, la température annuelle moyenne est de 10,5 °C, avec une amplitude thermique annuelle de 14,1 °C. Le cumul annuel moyen de précipitations est de 681 mm, avec 11,1 jours de précipitations en janvier et 8,1 jours en juillet. Pour la période 1991-2020, la température moyenne annuelle observée sur la station météorologique la plus proche, située sur la commune de Magnanville à 8 km à vol d'oiseau, est de 11,6 °C et le cumul annuel moyen de précipitations est de 641,5 mm,. Pour l'avenir, les paramètres climatiques de la commune estimés pour 2050 selon différents scénarios d'émission de gaz à effet de serre sont consultables sur un site dédié publié par Météo-France en novembre 2022.

## Urbanisme

### Typologie
Au 1er janvier 2024, Boissy-Mauvoisin est catégorisée commune rurale à habitat dispersé, selon la nouvelle grille communale de densité à sept niveaux définie par l'Insee en 2022.
Elle est située hors unité urbaine. Par ailleurs la commune fait partie de l'aire d'attraction de Paris, dont elle est une commune de la couronne,. Cette aire regroupe 1 929 communes,.

### Lieux-dits et écarts
Boissy la Belle Côte (variante  Boissy la Bergote) est un hameau.

### Occupation des solssimplifiée
Le territoire de la commune se compose en 2017 de 89,98 % d'espaces agricoles, forestiers et naturels, 3,88 % d'espaces ouverts artificialisés et 6,13 % d'espaces construits artificialisés.

## Toponymie
Le nom de la localité est attesté sous les formes Buxeus au VIIe siècle, Buxidus en 847, Boisseium, Buissiacum, Buxeium au XIIe siècle, Bussiacum, Buisseium Mauvoisin au XIIIe siècle.
Le nom de la commune  provient du latin buxetum (« ensemble de buis ») et son surnom à la famille Mauvoisin.

## Histoire
La seigneurie a appartenu à la famille des Mauvoisin, seigneurs de Rosny. La famille Mauvoisin demeurait au château de Rosny-sur-Seine.

## Politique et administration

### Liste des maires
| Période                                  | Période  | Identité    | Étiquette | Qualité |
| ---------------------------------------- | -------- | ----------- | --------- | ------- |
| Les données manquantes sont à compléter. |          |             |           |         |
| mars 2001                                | 2014     | Hubert Jean | DVD       |         |
| 2014                                     | En cours | Alain Gagne | DIV       |         |

### Instances administratives et judiciaires
La commune de Boissy-Mauvoisin appartient au canton de Bonnières-sur-Seine ainsi qu'à la communauté de communes des Portes de l’Île-de-France dont la ville centre est également Bonnières.
Sur le plan électoral, la commune est rattachée à la neuvième circonscription des Yvelines, circonscription à dominante rurale du nord-ouest des Yvelines.
Sur le plan judiciaire, Boissy-Mauvoisin fait partie de la juridiction d’instance de Mantes-la-Jolie et, comme toutes les communes des Yvelines, dépend du tribunal de grande instance ainsi que de tribunal de commerce sis à Versailles,.

## Population et société

### Démographie

#### Évolution démographique
L'évolution du nombre d'habitants est connue à travers les recensements de la population effectués dans la commune depuis 1793. Pour les communes de moins de 10 000 habitants, une enquête de recensement portant sur toute la population est réalisée tous les cinq ans, les populations de référence des années intermédiaires étant quant à elles estimées par interpolation ou extrapolation. Pour la commune, le premier recensement exhaustif entrant dans le cadre du nouveau dispositif a été réalisé en 2004.

En 2022, la commune comptait 638 habitants, en évolution de +4,59 % par rapport à 2016 (Yvelines : +2,72 %, France hors Mayotte : +2,11 %).
| 1793 | 1800 | 1806 | 1821 | 1831 | 1836 | 1841 | 1846 | 1851 |
| ---- | ---- | ---- | ---- | ---- | ---- | ---- | ---- | ---- |
| 643  | 571  | 653  | 622  | 568  | 525  | 577  | 588  | 580  |

| 1856 | 1861 | 1866 | 1872 | 1876 | 1881 | 1886 | 1891 | 1896 |
| ---- | ---- | ---- | ---- | ---- | ---- | ---- | ---- | ---- |
| 534  | 513  | 484  | 429  | 411  | 385  | 351  | 360  | 376  |

| 1901 | 1906 | 1911 | 1921 | 1926 | 1931 | 1936 | 1946 | 1954 |
| ---- | ---- | ---- | ---- | ---- | ---- | ---- | ---- | ---- |
| 344  | 349  | 337  | 304  | 342  | 309  | 299  | 281  | 303  |

| 1962 | 1968 | 1975 | 1982 | 1990 | 1999 | 2004 | 2006 | 2009 |
| ---- | ---- | ---- | ---- | ---- | ---- | ---- | ---- | ---- |
| 294  | 255  | 309  | 388  | 471  | 526  | 586  | 633  | 621  |

| 2014 | 2019 | 2022 | - | - | - | - | - | - |
| ---- | ---- | ---- | - | - | - | - | - | - |
| 620  | 623  | 638  | - | - | - | - | - | - |

#### Pyramide des âges
La population de la commune est relativement jeune.
En 2018, le taux de personnes d'un âge inférieur à 30 ans s'élève à 39,3 %, soit au-dessus de la moyenne départementale (38,0 %). À l'inverse, le taux de personnes d'âge supérieur à 60 ans est de 22,5 % la même année, alors qu'il est de 21,7 % au niveau départemental.
En 2018, la commune comptait 306 hommes pour 313 femmes, soit un taux de 50,57 % de femmes, légèrement inférieur au taux départemental (51,32 %).
Les pyramides des âges de la commune et du département s'établissent comme suit.
| Hommes | Classe d’âge | Femmes |
| ------ | ------------ | ------ |
| 0,6    | 90 ou +      | 0,3    |
| 4,2    | 75-89 ans    | 5,4    |
| 17,9   | 60-74 ans    | 16,5   |
| 22,7   | 45-59 ans    | 20,0   |
| 16,2   | 30-44 ans    | 17,5   |
| 20,8   | 15-29 ans    | 21,9   |
| 17,5   | 0-14 ans     | 18,4   |

| Hommes | Classe d’âge | Femmes |
| ------ | ------------ | ------ |
| 0,6    | 90 ou +      | 1,4    |
| 6      | 75-89 ans    | 7,8    |
| 13,5   | 60-74 ans    | 14,8   |
| 20,7   | 45-59 ans    | 20,1   |
| 19,6   | 30-44 ans    | 19,9   |
| 18,5   | 15-29 ans    | 16,8   |
| 21,2   | 0-14 ans     | 19,2   |

### Manifestations sportives
La municipalité organise chaque année en septembre depuis 1993 les « Foulées boisséennes », manifestation sportive qui comprend des courses pédestres sur trois distances (7, 14 et 21 km).

## Culture locale et patrimoine

### Lieux et monuments
Aucun monument n'est répertorié dans la base Mérimée du ministère de la Culture.

### Personnalités liées à la commune
- Gabriel Hanotaux (1853-1944), diplomate et académicien, a résidé à Boissy-Mauvoisin.
- Jean-Marie Ledannois (1940-2014), artiste peintre, a résidé à Boissy-Mauvoisin.

### Héraldique
| Blason de Boissy-Mauvoisin | Blason  | De gueules à la bande d'or accompagnée en chef d'une fleur de lis et en pointe d'un épi de blé tigé et feuillé et d'un lion léopardé, rangés en bande, le tout du même. |
| Blason de Boissy-Mauvoisin | Détails | Le statut officiel du blason reste à déterminer. |